# 居明白瓷螺
居明白瓷螺（学名：Balcis cumingi），是异足目瓷螺科Balcis属的一种。主要分布于台湾，常栖息在潮间带沙滩或泥滩。